# VR-Bank Alzenau
Die VR-Bank war eine Genossenschaftsbank mit Sitz im bayerischen Alzenau in Unterfranken. Sie ging im Jahr 2009 aus der Fusion der RV-Bank Alzenau und der Raiffeisenbank Schöllkrippen hervor. Die Bank schloss einen Kooperationsvertrag mit der Frankfurter Volksbank mit dem Ziel einer Verschmelzung im Frühjahr 2021. Am 15. April 2021 stimmte die Vertreterversammlung der VR-Bank mit 94,67 Prozent der Verschmelzung zu. Im Anschluss votierte die Vertreterversammlung der Frankfurter Volksbank am 20. April 2021 mit 99,03 Prozent für den Zusammenschluss der Institute. Am 21. Juni 2021 erfolgte die juristische Eintragung der Fusion im Genossenschaftsregister. Die VR-Bank Alzenau wurde damit eine Zweigniederlassung der Frankfurter Volksbank Rhein/Main eG. Der regionale Markenauftritt „my VR-Bank - mein Heute für morgen.“ bleibt bestehen.

## Geschäftsgebiet
Das Geschäftsgebiet erstreckte sich neben der Stadt Alzenau auf die Gemeinden Schöllkrippen, Karlstein und Kleinostheim.
In diesen Orten befanden sich Service- und Beratungszentren. In Alzenau-Michelbach war eine SB-Filiale.